# قانون حقوق التأليف والنشر في إندونيسيا
قانون حقوق التأليف والنشر في إندونيسيا وهو المنصوص عليها في قانون حق المؤلف أي القانون الحالي رقم 28 لعام 2014. في القانون مفهوم حقوق الطبع والنشر هو "الحقوق الحصرية للمبدع أو المتلقي الحق في نشر أو إعادة إنتاج الإبداعات أو منح الإذن لها من خلال عدم تخفيض القيود وفقا للقوانين واللوائح المعمول بها.

## التاريخ
في عام 1958 أعلن رئيس الوزراء دجواندا أن إندونيسيا انضمت إلى اتفاقية برن حتى تتمكن إندونيسيا من الاستفادة من العمل الفكري والإبداع والمبادرة من الدول الأجنبية دون الحاجة إلى دفع الإتاوات. في عام 1982 ألغت حكومة إندونيسيا قانون حق المؤلف الهولندي وسنت القانون رقم 6 لعام 1982 بشأن حق المؤلف. تم تعديل القانون فيما بعد بالقانون رقم 7 لسنة 1987 والقانون رقم 12 لسنة 1997 والقانون رقم 19 لسنة 2002 والقانون رقم 28 لسنة 2014.
كما لا يمكن فصل التغييرات في التشريعات عن دور إندونيسيا في الارتباط بين البلدان. في القانون رقم 7 لسنة 1994 صادقت الحكومة على إنشاء منظمة التجارة العالمية، التي تتضمن اتفاقية الجوانب المتعلقة بالتجارة لحقوق الملكية الفكرية. في عام 1997 صدقت الحكومة على اتفاقية برن بموجب المرسوم الرئاسي رقم 18 لعام 1997 وصدقت أيضًا على اتفاقية المنظمة العالمية للملكية الفكرية بشأن حق المؤلف من خلال المرسوم الرئاسي رقم 19 لعام 1997.

## تسجيل حقوق التأليف والنشر
في إندونيسيا لا يُعد تسجيل المصنف التزامًا على منشئ المحتوى أو صاحب حقوق الطبع والنشر. تنشأ حماية حق المؤلف منذ أن يحقق الإنشاء المبدئي للمنتج وأعلن عنه. يمكن استخدام خطاب التسجيل كدليل أولي في أي النزاع قد يحصل. وفقًا للفصل العاشر من قانون حق المؤلف، يتم تسجيل حقوق الطبع والنشر من قبل المديرية العامة للملكية الفكرية، التي تخضع حاليًا لوزارة القانون وحقوق الإنسان. يمكن للمبدع أو صاحب حقوق التأليف والنشر تسجيل إنشائه مباشرة أو عن طريق تعيين ممثل (مستشار الملكية الفكرية). تخضع طلبات تسجيل المصنف للرسوم. الأعمال التي تم تسجيلها من خلال المديرية العامة للملكية الفكرية مدرجة في قائمة الأعمال العامة. يمكن الوصول إلى القوائم العامة في قاعدة بيانات الملكية الفكرية التي تديرها المديرية العامة للملكية الفكرية.

## المنظمات
المنظمات التالية معنية بحماية حق المؤلف في إندونيسيا:
- كاريا سيبتا إندونيسيا.
- جمعية صناعة التسجيل الإندونيسية.
- جمعية البرمجيات الإندونيسية.
- جمعية موسيقى إندونيسيا.
- جمعية تسجيل الأفلام الإندونيسية.
- جمعية الفنانين الإندونيسيين تسجل موسيقى ساحة اللعب.
- جمعية الناشرين الإندونيسيين.
- جمعية الصور المتحركة.
- جمعية برامج الأعمال.